# Бертолд фон Щауфен
Бертолд фон Щауфен (на немски: Berthold von Staufen; † 27 януари 1448/1 март 1451) е фрайхер на Щауфен (Хоенщауфен) при Гьопинген в Баден-Вюртемберг.
Той е син на Готфрид (Гьотцман) фон Щауфен († 12 февруари 1387) и съпругата му Елизабет (Елзина) фон Ландскрон († сл. 1421), дъщеря на Буркхард II Мюнх, господар фон Ландскрон († 23 април 1376) и Маргарета фон Грюненберг († 10 март 1391).
Мъжката линия на рода измира през 1602 г.

## Фамилия
Бертолд цу Щауфен се жени сл. 1417 г. за Гизела Малтерер († 1442/1450), вдовица на рицар Улрих II фон Шварценберг († 1406/1411) и на Епо II фон Хатщат († 1417), дъщеря на рицар Мартин Малтерер († 9 юли 1386 в битката при Земпах), господар на Валдкирх, фогт в Елзас, Зундгау и Близгау, и Анна фон Тирщайн († 1401). Те имат един син: 
- Рупрехт (Трудперт) фон Щауфен († 15 август 1488 или 1489), фрайхер, женен пр. 16 май 1461 г. за Анна фон Фюрстенберг († сл. 1487), внучка на граф Хайнрих V фон Фюрстенберг († 1441), дъщеря на граф Ханс (Йохан) II фон Фюрстенберг († 1443) и Анна фон Кирхберг († сл. 1469); имат син и дъщеря